# Franz Karl Theodor Guillemot de Villebois
Franz Karl Theodor Guillemot de Villebois (* 19. Juni 1836 in Suislep, Gouvernement Livland; † 30. Januar 1890 in Dorpat, Gouvernement Livland) war ein französisch-baltischer Adelsmann und Bildhauer.

## Leben

### Herkunft und Familie
Franz Karl Theodor stammte aus der angesehenen französisch-baltischen Adelsfamilie Guillemot de Villebois, die seit Beginn der 1690er Jahre in Livland ansässig war. Sein Vater war der russische Gardekapitän Franz Gottlieb Guillemot de Villebois (1795–1836), Herr auf Kurrista und Arrol, der mit Elisabeth Krüdener aus dem Hause Suisep (1810–1895) verheiratet war. Franz Karl heiratete 1864 Elise von Vietinghoff (1839–1929), ihre Nachkommen waren:
- Stephan Moritz (* 1864 in Arrol, † 1928 in Berlin) ⚭ Rosalie Prisk (* 1872), deren Sohn war der Musiker Harald Ferdinand (* 1898 in Heidelberg).
- Jenny Elisabeth (* 1867 in Arrol, † 1934 in Dresden) ⚭ Ernst Jakob von Grotthuß (1861–1918)
- Elise Camilie (* 1868 in München, † 1922) ⚭ Max von Middendorff (1861–1926)
- Alice Gertrud (* 1872 in Sangaste, † 1930) ⚭ Aurel Eduard von Campenhausen (1873–1930)
- Julie Bertha (* 1875 in Dresden, † 1928)

### Werdegang

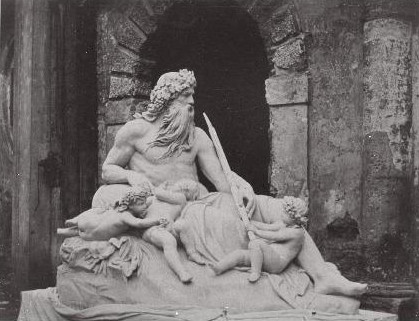
Skulpturgruppe Vater Rhein in Tartu (Estland) von Franz Karl Theodor Guillemot de Villebois

Die Schulausbildung absolvierte Franz Karl Theodor Guillemot de Villebois in der Schmidtschen Anstalt in Fellin, er studierte danach 1856/57 und 1858/59 Landwirtschaft an der Kaiserlichen Universität Dorpat; er war Mitglied der Livonia.
Nach seinem Studium arbeitete Guillemot de Villebois als Landwirt und war zeitweise im Besitz von Arrol. Er übte das Amt des Adjunkts (Gehilfe) eines Ordnungsrichters aus, war in Dorpat Kirchspielrichter und Kirchenvorsteher.
Guillemot de Villebois verkaufte das Gut Arrol und besuchte 1869 die Königliche Kunstgewerbeschule München, 1869 wurde er in die Akademie der Bildenden Künste München aufgenommen. Er schloss dort einen Kurs ab und wurde mit der Ehrenmedaille der königlichen Akademie der Künste prämiert. Seit 1869 war er als Bildhauer in München tätig, wechselte dann von 1874 bis 1880 nach Dresden und kehrte danach nach Dorpat, dem heutigen Tartu, zurück. Im Park des „Kusshügels“ (Musumägi) in Tartu befand sich (in den Jahren 1880 bis 1883) die Skulpturengruppe „Vater Rhein“, die von Guillemot de Villebois geschaffen worden war.

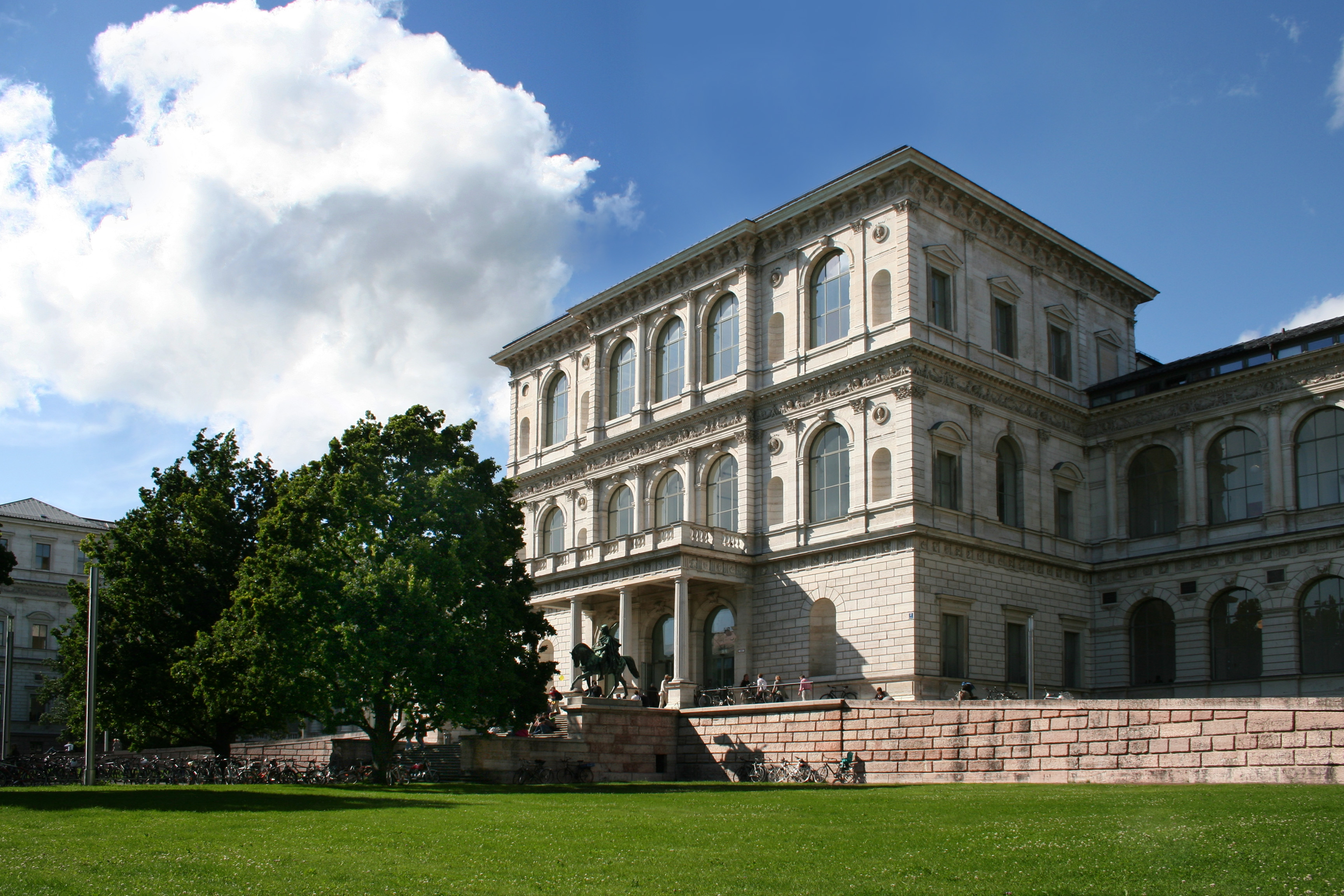
Akademie der Bildenden Künste München